# Morris
Morris (n. Marius Iancu pe 9 septembrie 1976 în Roman, România) este un solist și DJ de muzică house și popcorn  din România. În 2008 a început să colaboreze cu Play & Win și a debutat cu piesa „Till The Morning Light”.

## Discografie/videografie
(Selectivă)
- 2008: "Till the Morning Light"
- 2009: "Desire"
- 2009: "Havana Lover" feat. Sonny Flame
- 2009: "Destiny"
- 2009: "Lost"
- 2010: "Angel Eyes"
- 2011: "Because of U"
- 2012: "Boca Linda"
- 2013: "Awela"
- 2017: ”Boca Boca” (Seeya feat. Morris)